# 細田健一
細田 健一（ほそだ けんいち、1964年7月11日 - ）は、日本の政治家、経産官僚。自由民主党所属の元衆議院議員（4期）。
経済産業副大臣兼内閣府副大臣、農林水産大臣政務官などを歴任。

## 来歴

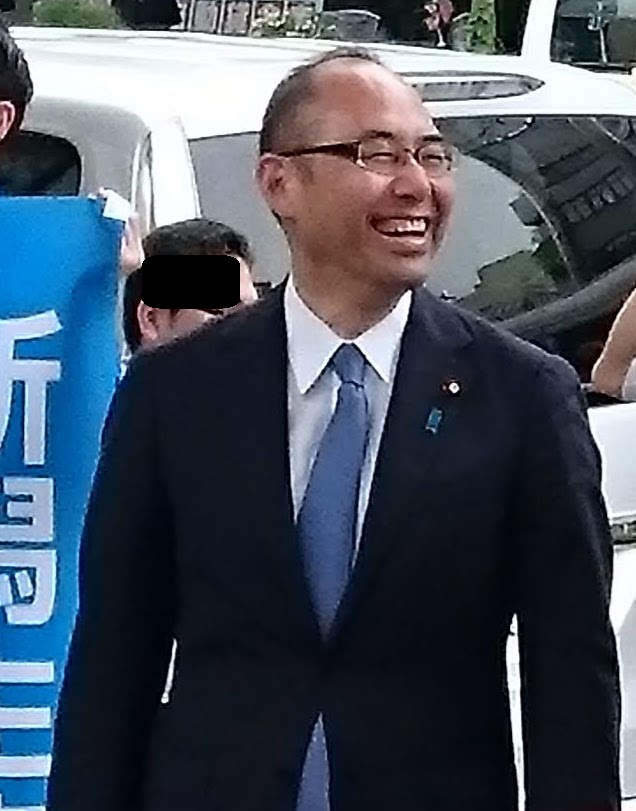
新潟県長岡市にて（2019年7月）

### 生い立ち
愛知県名古屋市生まれ。東海高等学校を経て京都大学法学部（行政学：村松ゼミ）卒業。1988年、通商産業省（現：経済産業省）に入省し、1994年から1年間、橋本龍太郎通商産業大臣の下で広報担当の補佐官を務める。1997年から3年間、マドリッドの在スペイン日本大使館へ出向。2003年、ハーバード大学ケネディ行政大学院で行政学の修士号を取得。2006年に経産省を退官し、2008年まで民間企業に勤務する。2009年から1年間、自由民主党の齋藤健衆議院議員の下で政策スタッフを務めた。

### 衆議院議員に初当選
2012年7月、自由民主党新潟県第2選挙区支部長に就任。同年12月の第46回衆議院議員総選挙に自民党公認で新潟2区から出馬し、民主党前職の鷲尾英一郎を約1万2千票差で破り、初当選した（鷲尾も比例復活）。当選後、清和政策研究会に入会。

### 当選後
在職中には、2013年にエネルギー安定供給に向けて設立された自民党の電力安定供給推進議員連盟の事務局次長を務める。エネルギー政策、原子力発電所の有効活用に関する党内議論をリードし、2021年1月に閣議決定された原発立地特措置の延長に関する党内議論のとりまとめや、2023年に成立した「GX脱炭素電源法」における原発の利用期限延長に向けた動き（利用期間の算定方法を見直し、停止期間はカウントしない方式に変更）を後押しした。
2014年の第47回衆議院議員総選挙では、新潟2区で民主党の鷲尾を102票の僅差で破り、再選（鷲尾も比例復活）。
佐渡島や隠岐などの日本の国土保全にとって重要な有人国境離島の人口減少をくい止め、国境離島を保全していくことを目的とした各種政策を定めた「有人国境離島法（有人国境離島地域の保全及び特定有人国境離島地域に係る地域社会の維持に関する特別措置法）」の議員立法の実務責任者として奔走。2016年4月に議員立法として成立させる。国会では提案者として答弁などを行い、その後の予算調整の実務者として活躍。
これにより「特定有人国境離島地域社会維持推進交付金」が創設され、2017年度より年間50億円規模、事業費ベースで100億円超の新規財源が確保される。本交付金により、佐渡市では2017年度予算案に「佐渡航路運賃低廉化事業」として約7億5900万円を計上し、ジェットフォイル料金の引き下げが実現している。
また、新潟第2選挙区内の国の直轄事業である国道116号吉田バイパスの整備では、地元代表とともに精力的に国土交通省等に働きかけを行う。これにより10年近く止まっていた手続きが動き出し、2019年12月に都市計画決定、2020年度に事業化された。全体事業費は350億円とされ、地域の悲願であった同バイパス建設計画につき、用地取得や地質調査が開始されている。
2016年8月5日発足の第３次安倍第２次改造内閣では農林水産大臣政務官に就任。2017年10月の第48回衆議院議員総選挙では、新潟2区で、無所属で出馬した鷲尾に約1万6000票差で破れるも比例北陸信越ブロックで復活当選。
2010年10月に「金を中心とする佐渡鉱山の遺産群」としてユネスコ世界遺産センターの暫定リストに掲載された佐渡金山について、ユネスコ提出推薦書の作成などの世界文化遺産登録に向けた動きが本格化。しかしながら、外務省を中心に慎重論が広がり、2022年1月に登録推薦の見送りを官邸務省が内定。これに対し、佐渡市を含む新潟2区選出の細田は自民党内で推薦を求め、当時の高市早苗政調会長が「日本国の名誉に関わる問題だ」と記者会見で述べ、また安倍元首相は「論戦を避ける形で登録を申請（推薦）しないのは間違っている」と述べるなどし、見送りを撤回させるに至った。これにより、岸田文雄首相は、記者会見にて一転して推薦を表明し、2月1日に閣議了解された。
その後、細田は、佐渡金山の世界遺産登録に向けた党プロジェクトチーム（PT）事務局長に就任。党の議論の取りまとめ役や2024年7月にインドの首都ニューデリーで開かれたユネスコの世界遺産委員会に同行。ついに国内の世界遺産として26件目の世界文化遺産に正式に登録された。
2021年10月31日の第49回衆議院議員総選挙で、自民党に入党した鷲尾が比例北陸信越ブロックに回ったこともあり、小選挙区で当選し4選。2021年11月10日発足の第２次岸田内閣では経済産業副大臣兼内閣府副大臣に就任。
2022年５月にドイツ・ベルリンにて開催されたG７気候・エネルギー・環境大臣会合では当時の萩生田経産大臣に代わり、日本政府代表団を率いて出席。イギリスやドイツなど5つの国が示した石炭火力を廃止する方針に対する日本の主張に注目が集まったが、細田は廃止時期の明記に反対する日本の立場を強調。共同声明では「段階的廃止に向けた取り組みを加速する」との表現に留まるに至った。
2022年11月18日、衆議院選挙区の新しい区割りである「10増10減」の改正公職選挙法案が参議院で可決された。新潟県内の選挙区は6から5に削減され、新潟2区の区域は「新潟市（南区・西区・西蒲区）、三条市、加茂市、燕市、西蒲原郡、南蒲原郡」に変わった。細田と国定勇人がそれぞれ支部長に名乗りを上げていたが、2023年2月10日、党本部は細田を新潟2区の支部長とし、国定を比例北陸信越ブロックにまわすことを決定した。
2023年9月に決定した自民党役員人事にて、党内の農政の取りまとめ役である農林部会長に就任。農政の「憲法」と位置付けられる「食料・農業・農村基本法」の四半世紀ぶりの改正に向け、方向性について提言を取りまとめに尽力した。

### 第50回衆議院議員総選挙（2024年）
2024年10月27日の第50回衆議院議員総選挙では、新しい新潟2区からは無所属として細田、立憲民主党現職の菊田真紀子、日本維新の会新人の井上基之の計3人が立候補。菊田が8期目の当選を果たし、細田は議席を失った。

## 政策・主張

### 憲法
- 憲法改正について、2012年の毎日新聞社のアンケートで「賛成」と回答[30]。2021年のNHKのアンケートで「賛成」と回答[31]。

- 憲法9条への自衛隊の明記について、2021年のNHKのアンケートで「賛成」と回答[31]。

- 憲法を改正し緊急事態条項を設けることについて、2021年の毎日新聞社のアンケートで「賛成」と回答[32]。

### 外交・安全保障
- 敵基地攻撃能力の保有について、2021年の毎日新聞社のアンケートで「賛成」と回答[32]。

- 普天間基地の辺野古移設をめぐる政府と沖縄県の対立をどう考えるかとの問いに対し、2021年の毎日新聞社のアンケートで「政府が埋め立てを進めるのはやむを得ない」と回答[32]。

- 徴用工訴訟などの歴史問題をめぐる日韓の関係悪化についてどう考えるかとの問いに対し、2021年の毎日新聞社のアンケートで「政府の今の外交方針でよい」と回答[32]。

### ジェンダー
- 選択的夫婦別姓制度の導入について、2021年のNHKのアンケートで「どちらかといえば反対」と回答[31]。同年の毎日新聞社のアンケートで「反対」と回答[32]。

- 2021年1月30日、細田ら自民党国会議員有志50人は、47都道府県議会議長のうち同党所属の約40人に、選択的夫婦別姓の導入に賛同する意見書を採択しないよう求める文書を郵送した。地方議員や市民団体は、地方議会の独立性を脅かす行為だとして細田らを批判した[33][34][35][36][37]。

- 同性婚を可能とする法改正について、2021年のNHKのアンケートで「どちらかといえば反対」と回答[31]。「同性婚を制度として認めるべきだと考るか」との同年の毎日新聞社のアンケートに対し「認めるべきない」と回答[32]。

- クオータ制の導入について、2021年のNHKのアンケートで回答しなかった[31]。同年の毎日新聞社のアンケートで「反対」と回答[32]。

### その他
- 「原子力発電への依存度について今後どうするべきか」との問題提起に対し、2021年のNHKのアンケートで「高めるべき」と回答[31]。

- 10％の消費税率について、2021年の毎日新聞社のアンケートで「当面は10％を維持すべきだ」と回答[32]。

- 森友学園への国有地売却をめぐる公文書改竄問題で、2021年5月6日、国は「赤木ファイル」の存在を初めて認めた[38]。しかし5月13日、菅義偉首相はファイルの存在を踏まえた再調査を行わない考えを報道各社に書面で示した[39]。9月の自民党総裁選挙で総裁に選出された岸田文雄も10月11日、衆議院本会議の代表質問で再調査の実施を否定した[40]。国の対応をどう考えるかとの同年の毎日新聞社のアンケートに対し「これ以上、調査や説明は必要ない」と回答[32]。

## 人物・不祥事

### 人物像
- 東海高等学校時代の同級生には伊藤忠彦（自由民主党衆議院議員）、工藤彰三（自由民主党衆議院議員）、日比治雄（名古屋製酪社長（めいらくグループ））、小林憲司（元民主党衆議院議員）らがいる。
- 妹は日本作編曲家協会理事で、ピアニストの武永京子。

### 政治資金パーティー収入の裏金問題
2023年11月に報道され、表面化した政治資金パーティー収入の裏金問題に関し、細田は還付金があったことを認め、受領の経緯と政治資金収支報告書の訂正を行う旨を2024年1月に公表。不記載額は2018から2022年の5年間で計564万円。同年2月1日には収支報告書の訂正が完了した旨を報告した。
同年4月4日、自民党は党紀委員会を開き、細田を戒告とするなど安倍派と二階派の議員ら計39人の処分を決定した。これに対し、同日、細田は新潟県庁で記者会見を実施し、受領の経緯と収支報告書の訂正までの流れを改めて説明。①還付される際に、清和政策研究会から「還付金については収支報告書に記載しなくてよい」とう指示があり、それを慣例として受け止め収支報告書に記載しなかった。②還付金は全て政治活動に使うべきお金であるとの判断から、「細田個人の寄付金として」自民党新潟県第二選挙区支部に振り込みを行った。③支部に振り込まれた還付金は全て政治活動に使った。④2月の上旬に収支報告書を訂正し、細田個人の寄付のうち該当部分を清和政策研究会からの寄付に修正した。と説明を行った。
同年5月14日、衆議院政治倫理審査会は、裏金事件に関与しながら同審査会で弁明していない自民党議員44人に出席と説明を求める野党の申立てを全会一致で可決した。同月17日、参議院政治倫理審査会も同様に、弁明していない議員29人に出席と説明を求める申立てを全会一致で可決した。細田を含む関係議員73人は全員出席を拒否し、6月23日に通常国会は閉会した。
同年10月9日、自民党は衆議院議員選挙（10月27日執行）の第1次公認候補として、小選挙区265人、比例代表14人の計279人の擁立を発表した。政治資金パーティーの裏金事件に関係した現職と元職のうち12人を非公認とし、その中に細田も含まれた（ほどなく今村洋史が出馬を断念し非公認は11人となる）。
同年10月15日、総選挙が公示され、新しい新潟2区からは無所属として細田、立憲民主党現職の菊田真紀子、日本維新の会新人の井上基之の計3人が立候補した。
同年10月23日、しんぶん赤旗が、自民党本部は森山裕幹事長の名で、政党交付金から公認料500万円と活動費1500万円の計2000万円がそれぞれの政党支部に振り込みがあった旨を報道。細田ら8人と不出馬になった人が代表を務める政党支部に対しても支給されていたことがスクープされた。野党は「裏金議員の裏公認だ」「反省していない」とただちに批判を強めた。翌24日、細田は記者団に「こちらからお願いして振り込んでもらったわけでない。正直びっくりした」と述べ、返還の意思を示したが党本部から返還を断られたことを明らかにした。自民党は裏金問題や統一教会問題、2000万円支給問題などで逆風が吹き荒れた。10月27日、総選挙執行。これにより、細田は議席を失うこととなった。

### 衆議院本会議での不信任決議案の賛成討論
2024年6月20日の衆議院本会議にて、立憲民主党の長妻昭が内閣不信任案の賛成討論の中で自民党の裏金問題を批判すると、細田は「酒まみれだろ」、「酒はいいのか」などと野次を飛ばした。有権者に日本酒を提供した立憲民主党の梅谷守を念頭にした野次であったが、細田自身も裏金事件の当事者であった。

## 選挙歴
| 当落 | 選挙                   | 執行日         | 年齢 | 選挙区      | 政党       | 得票数     | 得票率 | 定数 | 得票順位 /候補者数 | 政党内比例順位 /政党当選者数 |
| ---- | ---------------------- | -------------- | ---- | ----------- | ---------- | ---------- | ------ | ---- | ------------------ | ---------------------------- |
| 当   | 第46回衆議院議員総選挙 | 2012年12月16日 | 48   | 新潟県第2区 | 自由民主党 | 8万1537票  | 45.52% | 1    | 1/4                | /                            |
| 当   | 第47回衆議院議員総選挙 | 2014年12月14日 | 50   | 新潟県第2区 | 自由民主党 | 7万589票   | 42.96% | 1    | 1/4                | /                            |
| 比当 | 第48回衆議院議員総選挙 | 2017年10月22日 | 53   | 新潟県第2区 | 自由民主党 | 8万1705票  | 43.10% | 1    | 2/3                | 5/5                          |
| 当   | 第49回衆議院議員総選挙 | 2021年10月31日 | 57   | 新潟県第2区 | 自由民主党 | 10万5426票 | 59.91% | 1    | 1/3                | /                            |
| 落   | 第50回衆議院議員総選挙 | 2024年10月27日 | 60   | 新潟県第2区 | 無所属     | 6万7124票  | 30.58% | 1    | 2/3                | /                            |

## 所属団体・議員連盟
- 自民党たばこ議員連盟[65]
- 日本会議国会議員懇談会[66]
- 神道政治連盟国会議員懇談会[66]
- みんなで靖国神社に参拝する国会議員の会[66]
- 日本の尊厳と国益を護る会 [67]

## 著書
- 共著 
  - 細田健一・杉村太郎・丸田昭輝『ハーバード・ケネディスクールでは、何をどう教えているか』英治出版、2004年 ISBN 978-4901234597